# Marshawn Lynch
Marshawn Lynch (Oakland, California, Estados Unidos, 22 de abril de 1986) es un exjugador profesional de fútbol americano en la National Football League que ocupaba la posición de running back. Tras su retiro inicial, volvió a jugar una vez más con los Seattle Seahawks con el número 24, tras haber jugado para los Buffalo Bills(nº23) desde 2007 hasta 2010 y para  los Seattle Seahawks (nº24) , equipo donde se retiró durante la temporada 2016-2017 para volver a la liga en la temporada 2017-2018 Regresa una vez más a Seattle y retirado definitivamente en 2019.

## Carrera deportiva
Marshawn Lynch proviene de la Universidad de California y fue elegido en el Draft de la NFL de 2007, en la ronda número 1 con el puesto número 12 por el equipo Buffalo Bills.
Ha jugado en los equipos Buffalo Bills, Seattle Seahawks y Oakland Raiders. Actualmente, juega para los Seahawks de Seattle.

## Estadísticas generales
A 18-11-2017:
| 2019  | Seattle Seahawks | --    | --    | --    | --    | --  | --  |    | --  |       | --   | 0  | -- | -- |    |
|       |                  |       |       |       |       |     |     |    |     |       |      |    |    |    |    |
| 2017  | Oakland Raiders  | 8     | 8     | 86    | 323   | 3.8 | 22T | 4  | 6   | 44    | 7.3  | 16 | 0  | -- | -- |
|       |                  |       |       |       |       |     |     |    |     |       |      |    |    |    |    |
| 2015  | Seattle Seahawks | 7     | 6     | 111   | 417   | 3.8 | 24  | 3  | 13  | 80    | 6.2  | 19 | 0  | -- | -- |
|       |                  |       |       |       |       |     |     |    |     |       |      |    |    |    |    |
| 2014  | Seattle Seahawks | 16    | 14    | 280   | 1,306 | 4.7 | 79T | 13 | 37  | 367   | 9.9  | 39 | 4  | 3  | 2  |
|       |                  |       |       |       |       |     |     |    |     |       |      |    |    |    |    |
| 2013  | Seattle Seahawks | 16    | 16    | 301   | 1,257 | 4.2 | 43  | 12 | 36  | 316   | 8.8  | 55 | 2  | 4  | 1  |
|       |                  |       |       |       |       |     |     |    |     |       |      |    |    |    |    |
| 2012  | Seattle Seahawks | 16    | 15    | 315   | 1,590 | 5.0 | 77T | 11 | 23  | 196   | 8.5  | 27 | 1  | 5  | 2  |
|       |                  |       |       |       |       |     |     |    |     |       |      |    |    |    |    |
| 2011  | Seattle Seahawks | 15    | 15    | 285   | 1,204 | 4.2 | 47  | 12 | 28  | 212   | 7.6  | 26 | 1  | 3  | 2  |
|       |                  |       |       |       |       |     |     |    |     |       |      |    |    |    |    |
| 2010  | Seattle Seahawks | 12    | 11    | 165   | 573   | 3.5 | 39  | 6  | 21  | 138   | 6.6  | 22 | 0  | 3  | 3  |
|       |                  |       |       |       |       |     |     |    |     |       |      |    |    |    |    |
| 2010  | Buffalo Bills    | 4     | 3     | 37    | 164   | 4.4 | 17  | 0  | 1   | 7     | 7.0  | 7  | 0  | 1  | 1  |
|       |                  |       |       |       |       |     |     |    |     |       |      |    |    |    |    |
| 2009  | Buffalo Bills    | 13    | 6     | 120   | 450   | 3.8 | 47  | 2  | 28  | 179   | 6.4  | 35 | 0  | 3  | 1  |
|       |                  |       |       |       |       |     |     |    |     |       |      |    |    |    |    |
| 2008  | Buffalo Bills    | 15    | 15    | 250   | 1,036 | 4.1 | 50  | 8  | 47  | 300   | 6.4  | 42 | 1  | 2  | 1  |
|       |                  |       |       |       |       |     |     |    |     |       |      |    |    |    |    |
| 2007  | Buffalo Bills    | 13    | 13    | 280   | 1,115 | 4.0 | 56T | 7  | 18  | 184   | 10.2 | 30 | 0  | 2  | 1  |
|       |                  |       |       |       |       |     |     |    |     |       |      |    |    |    |    |
| TOTAL | TOTAL            | TOTAL | TOTAL | 2,230 | 9,435 | 4.2 | 79  | 78 | 258 | 2,023 | 7.8  | 55 | 9  | 26 | 14 |